# Honeywell/ITEC F124
L'Honeywell/ITEC F124 è un motore turboventola sviluppato da International Turbine Engine Company, una joint venture tra Honeywell e Aerospace Industrial Development Corporation, a partire dalla fine degli anni '70 per equipaggiare l'AIDC F-CK-1 Ching-kuo.

## Sviluppo
Lo sviluppo dell'F124 è iniziato nel 1978 quando Garrett Systems e Volvo Aero modificarono il Garrett TFE731 riducendo il rapporto di bypass e ribattezzandolo TFE1042 al fine di fornire un motore al caccia taiwanese AIDC F-CK Indigenous Defence Fighter. Oltre alle due compagnie inizialmente coinvolte, allo sviluppo del motore presero parte anche Aerospace Industrial Development Corporation e Piaggio. Il motore è stato avviato per la prima volta nel 1979. Il TFE 1042 venne proposto anche a Saab per motorizzare il JAS 39 Gripen con due motori da 36 kN ciascuno, ma il costruttore svedese preferì adottare il General Electric F404 prodotto su licenza da Volvo, che abbandonò il progetto del TFE1042. Piaggio abbandonò il progetto a causa di problemi finanziari e Garrett e AIDC costituirono nel 1982 la joint venture International Turbine Engine Company, sotto la quale venne avviata la produzione seriale.
L'AIDC F-CK-1 Ching-kuo volò per la prima volta a febbraio 1989.

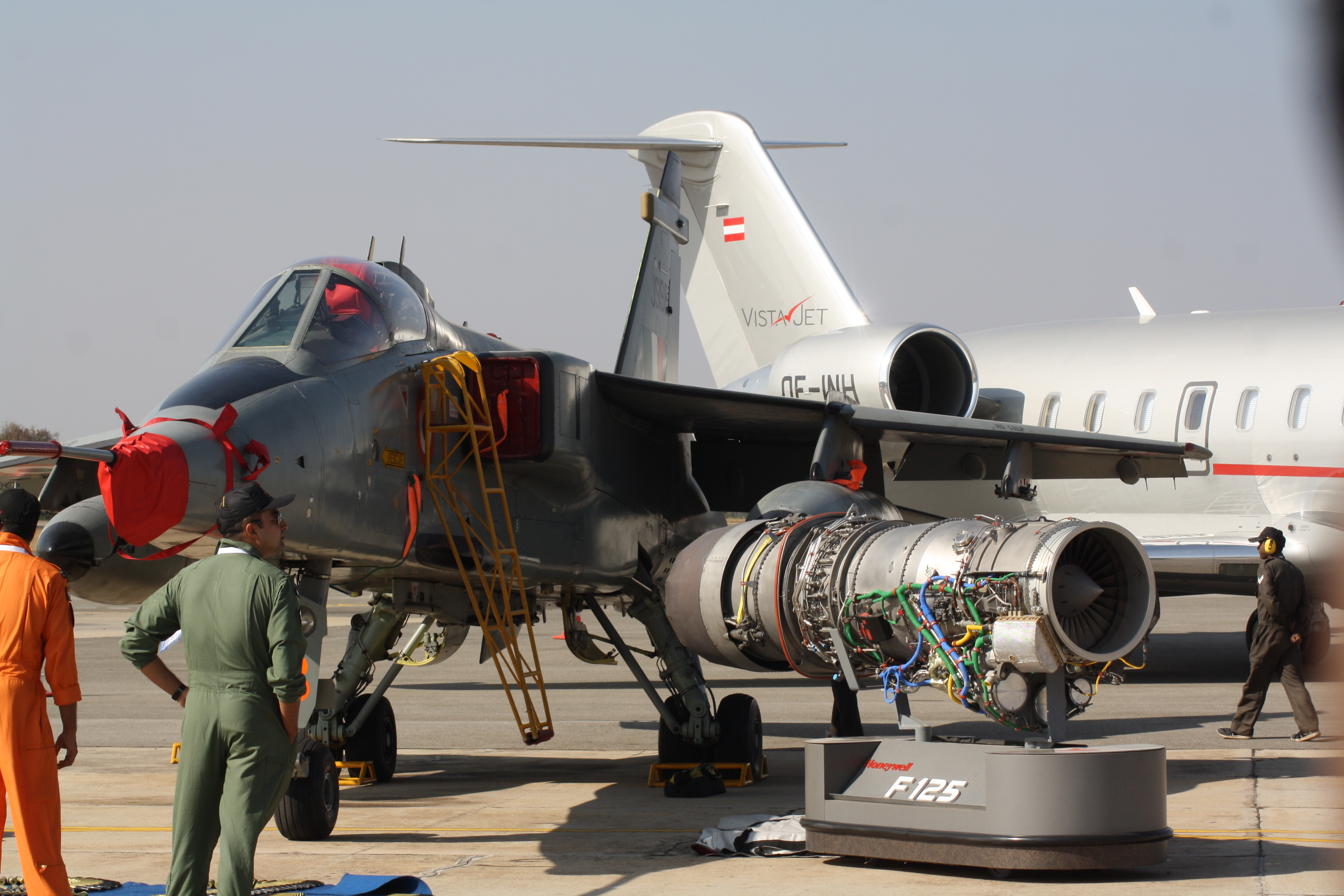
F125 e un SEPECAT Jaguar ad Aero India 2013

Nei primi anni '90 la United States Navy prese in considerazione di rimotorizzare i suoi McDonnell Douglas-BAe T-45 Goshawk con gli F124, ma nel 1994 il motore venne ritenuto non soddisfacente; nel 1996 McDonnell Douglas propose il T-45 motorizzato con F124 alla Royal Australian Air Force, seguita da British Aerospace che propose l'Hawk, poi selezionato dalla RAAF, con il medesimo propulsore, alla quale tuttavia ITEC negò il permesso di installare l'F124 sul loro addestratore. Dopo la selezione dell'Hawk la RAAF iniziò a valutare separatamente l'F124 e il Rolls-Royce Turbomeca Adour, che nel 1997 venne definitivamente scelto come propulsore dell'aereo.
A luglio 1994 l'F124 è stato scelto come motore dell'addestratore Aero L-159 ALCA, che volò per la prima volta il 4 agosto 1997. Nel 2000 l'F124-GA-200 è stato selezionato da Aermacchi per essere il propulsore dell'M-346, venendo preferito al Rolls-Royce Turbomeca Adour.
Nel 2009 la Bhāratīya Vāyu Senā ha valutato l'F125 per sostituire l'Adour, capace di erogare minore spinta, su 80 dei propri SEPECAT Jaguar. La proposta è stata ritirata nel 2019 a causa degli elevati costi di conversione, pari a circa 2,4 miliardi di dollari.

## Tecnica
L'F124 è un turboventola a basso rapporto di bypass a due alberi. Il fan è costituito da 3 stadi di compressione con palette in titanio non svergolate e che producono un rapporto di compressione di 2,5, il compressore è costituito da 4 stadi assiali e da 1 stadio centrifugo, con palette e girante realizzati in titanio. La camera di combustione è di tipo anulare e le turbine di alta e bassa pressione sono entrambe costituite da 1 stadio. A valle delle turbine il flusso caldo e il flusso di bypass vengono miscelati prima di essere espulsi dall'ugello. La versione F125 è dotata di postbruciatore.

## Versioni
- F124-GA-100: versione con spinta di 28 kN installata sul Boeing X-45 e sull'Aero L-159 ALCA
- F124-GA-200: versione con spinta di 27,8 kN e gearbox degli impianti ridisegnata installata sugli M-346 e sui T-5 Brave Eagle
- F124-GA-400: F124-GA-100 adattato al T-45 Goshawk, per il quale era stato proposto come retrofit, collaudato nel 1996 ma non adottato
- TFE1042-70/F125-GA-100: versione originale per l'AIDC F-CK-1 Ching-kuo dotata di postbruciatore, con spinta a secco di 27 kN e di 42,08 kN con postcombustore attivo